# Taeyangeun eobda
Pour plus de détails, voir Fiche technique et Distribution.
Taeyangeun eobda (태양은 없다, littéralement « il n'y a pas de soleil ») est un film sud-coréen réalisé par Kim Seong-su, sorti en 1998.

## Synopsis
Do-chul doit abandonner la boxe à la suite d'une série de défaites. Sans emploi, il s'associe avec Hong-ki, un escroc.

## Fiche technique
- Titre : Taeyangeun eobda
- Titre original : 태양은 없다
- Titre anglais : City of the Rising Sun
- Réalisation : Kim Seong-su
- Scénario : Shim San
- Photographie : Kim Hyung-koo
- Montage : Kim Hyeon
- Production : Cha Seoung-jae
- Pays :  Corée du Sud
- Genre : Drame
- Durée : 108 minutes
- Dates de sortie : 
  -  Corée du Sud : 30 décembre 1998

## Distribution
- Jeong Woo-seong : Do-chul
- Lee Jung-jae : Hong-Gi
- Han Go-eun : Mimi
- Lee Beom-su : Byeong-guk

## Distinctions
Le film a reçu le Blue Dragon Film Award du meilleur acteur pour Lee Jung-jae.